# Аршиця (хребет)
А́ршиця — хребет у Горганах (Українські Карпати), в межах Івано-Франківської області.

## Загальні відомості
Простягається з північного заходу на південний схід — від села Мислівки до села Осмолоди. Лежить на межиріччі Свічі та Лімниці.
Довжина понад 26 км. Висота до 1587 м (г. Горган Ілемський). Гребенева поверхня Аршиці вирівняна, південно-західний схил слабо розчленований, північно-східний — стрімкий, з численними річковими долинами. Складається переважно з пісковиків. У верхньому поясі поширені кам'яні осипища. Схили вкриті хвойними лісами (ялина, сосна). На вершині гребеня — чагарникове криволісся з сосни гірської (жереп) та субальпійські луки (полонини).
На південно-східних схилах хребта бере початок гірський потік Казарка.

## Заповідний фонд
В межах хребта є заповідне урочище «Аршиця».

## Деякі вершини
- Горган Ілемський (1587 м)
- Верх Менчелин (1569 м)
- Верх Менчелик (1557 м)
- Верх Слобушниця (1342 м)
- Верх Нивка (1541 м)
- Нередів (1557 м)
- Середня (Аршиця) (1441 м)
- Мале (Аршиця) (1516 м)

## Цікаві факти
- З румунської мови слово «аршиця» (arşiţa) перекладається «спека».
- На південному схилі хребта розташоване озеро Росохан.
- Аршиця — стрімка, кам'яниста, дика гора, вершина; сонячний не заліснений схил гори.[1]

## Аварія МіГ-23м
Близько години дня 12 жовтня 1983 р. у хребет Аршиця в районі гори Горган Ілемський врізався військовий літак повітряних сил СРСР МіГ-23м. За штурвалом літака Мукачівського 92-го винищувального авіаполку був заступник командира 2-ї ескадрильї військовий льотчик першого класу майор Уралов Володимир Олексійович. За підтвердженими даними причиною катастрофи стала помилка диспетчера, який дав наказ при виконанні навчального польоту зайняти висоту 1500 метрів. Висота хребта, де сталася авіакатастрофа, 1587 м. За кількасот метрів від місця катастрофи був установлений пам'ятний знак. Згодом вандали його знищили. У 2010 р. пам'ятник відновлено.

## Фотографії

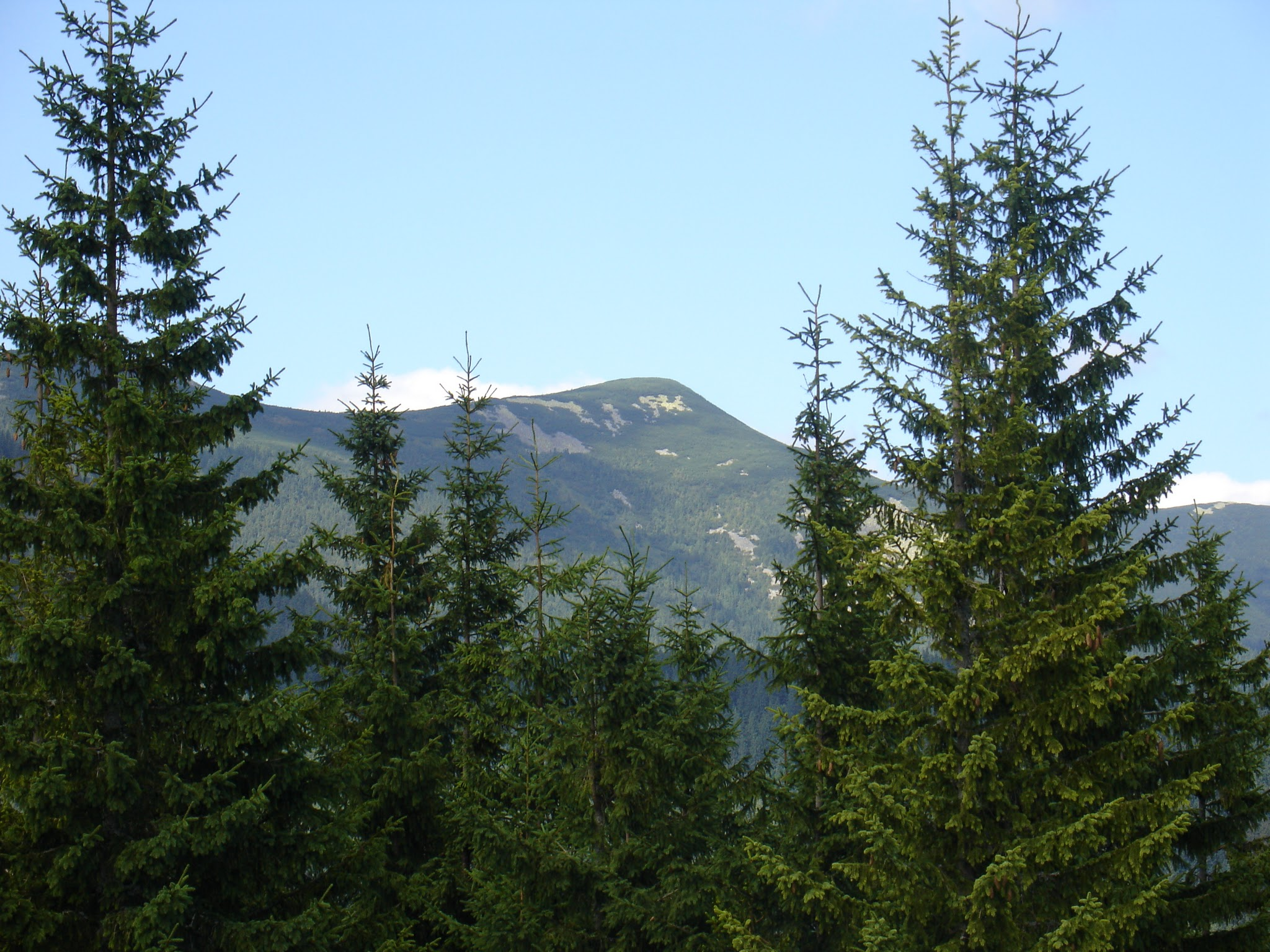
Одна з вершин Аршиці
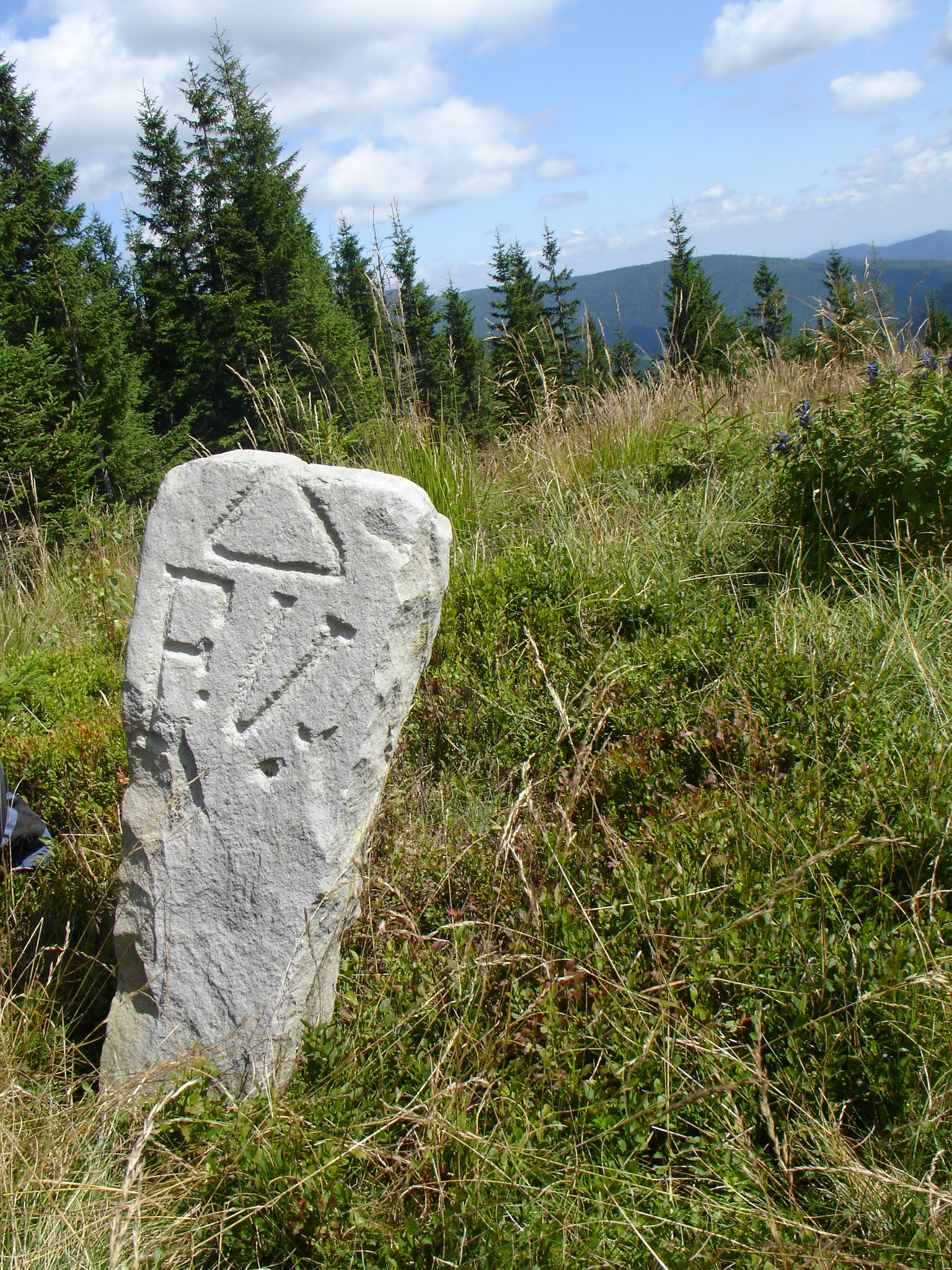
Старий австрійський межовий стовпчик під Аршицею (абревіатура від Forstwirtschaft Vermessung)
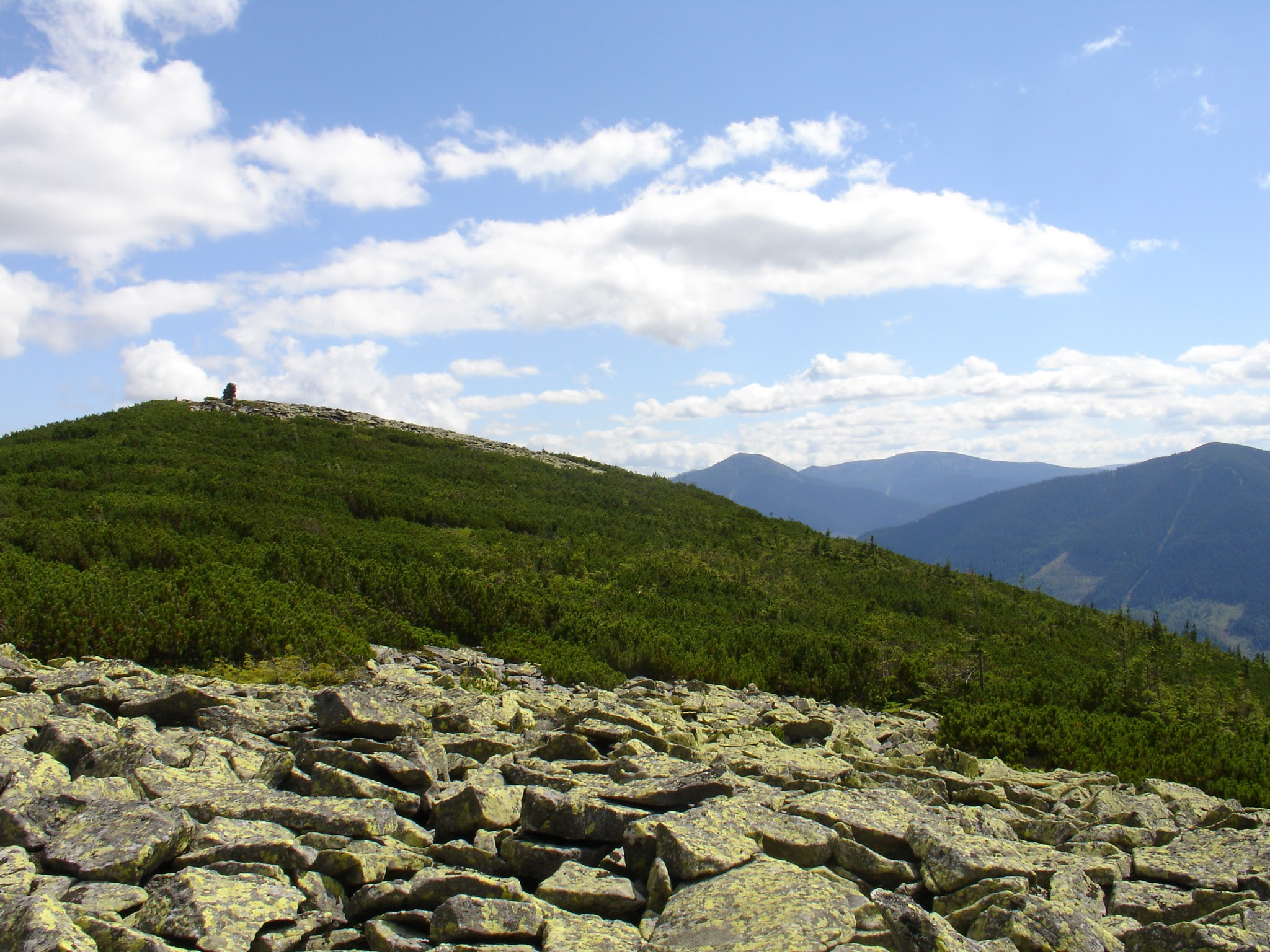
На хребті
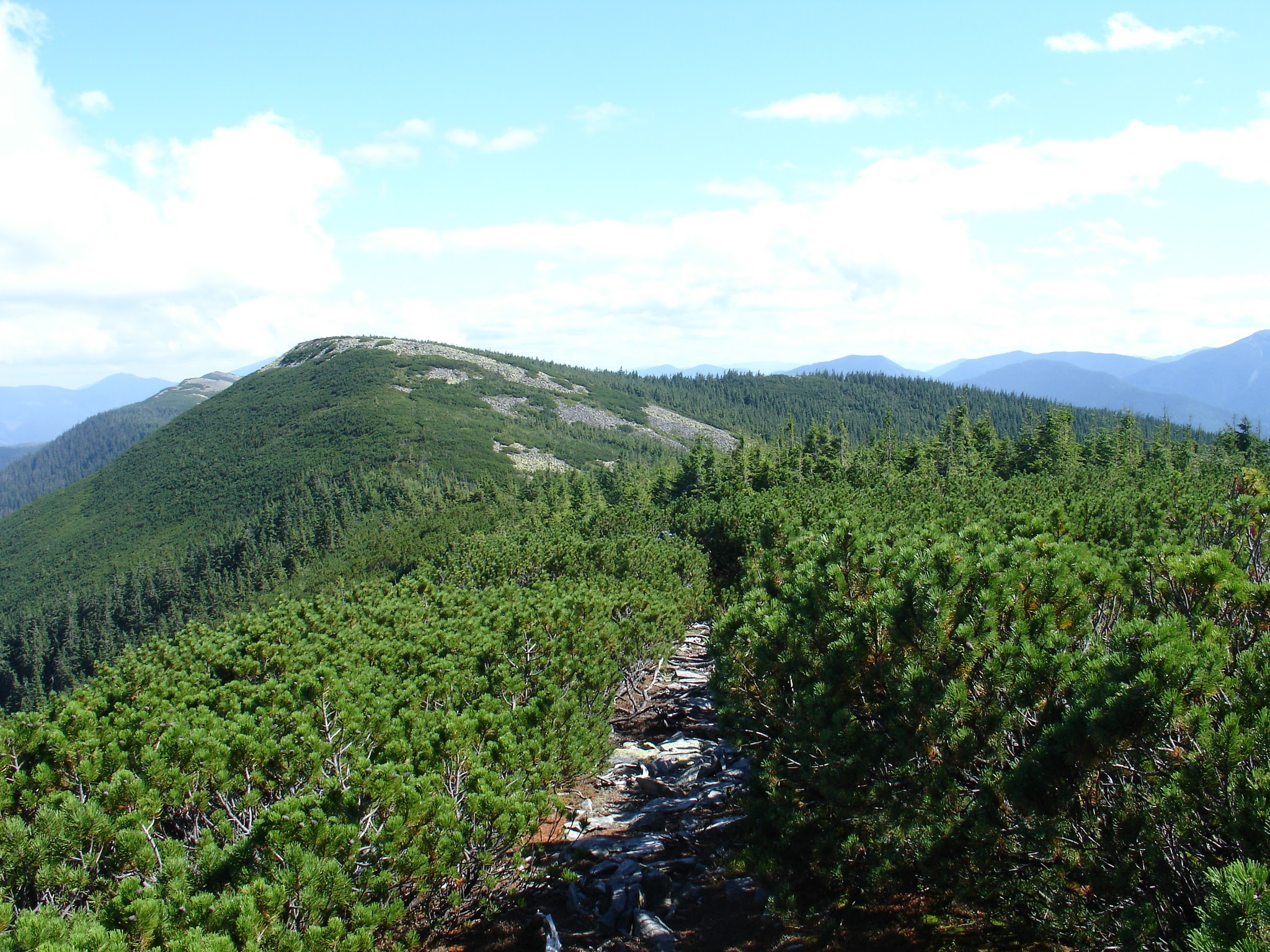
На хребті
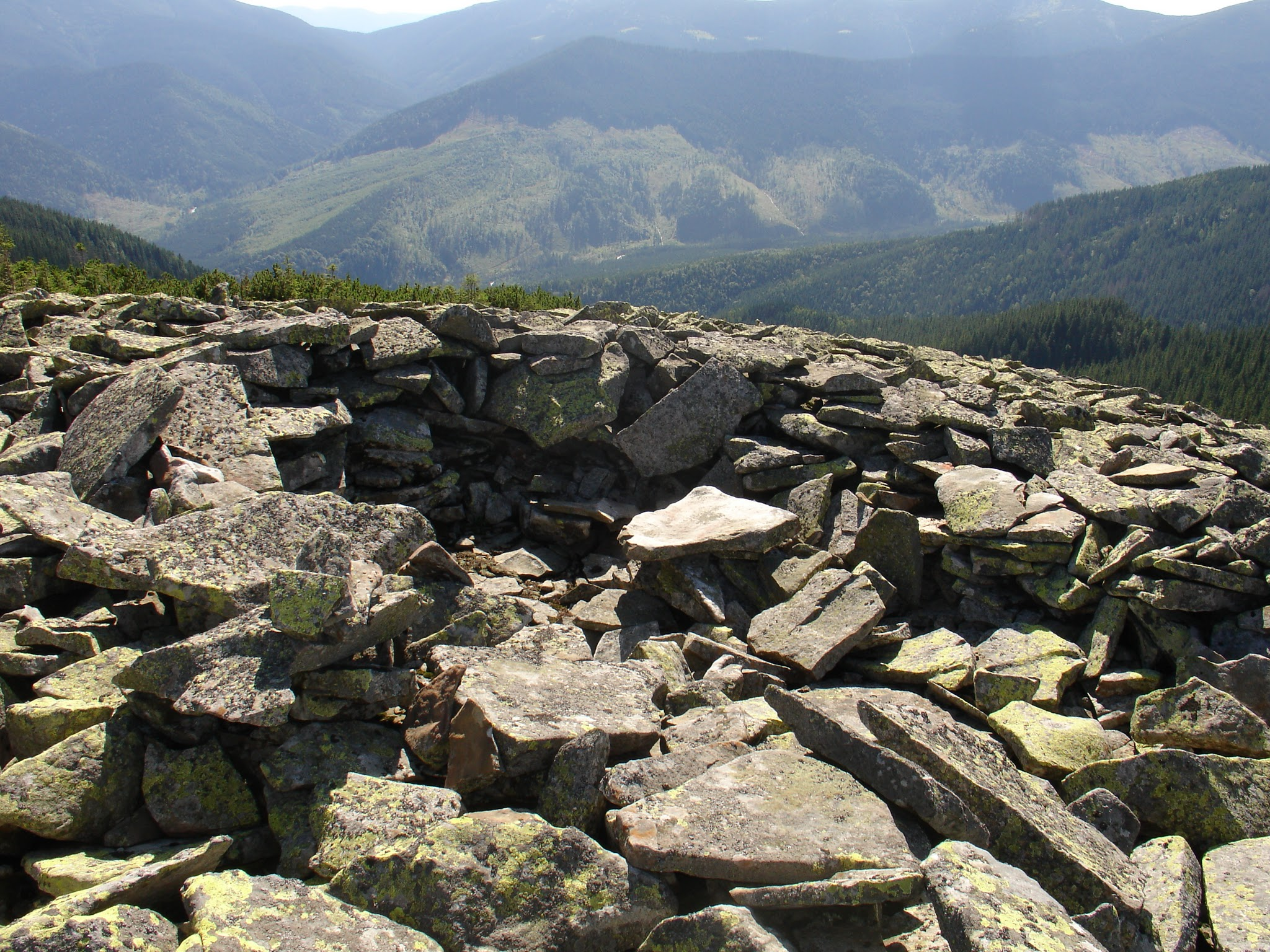
Укріплення на хребті з часів Першої світової війни
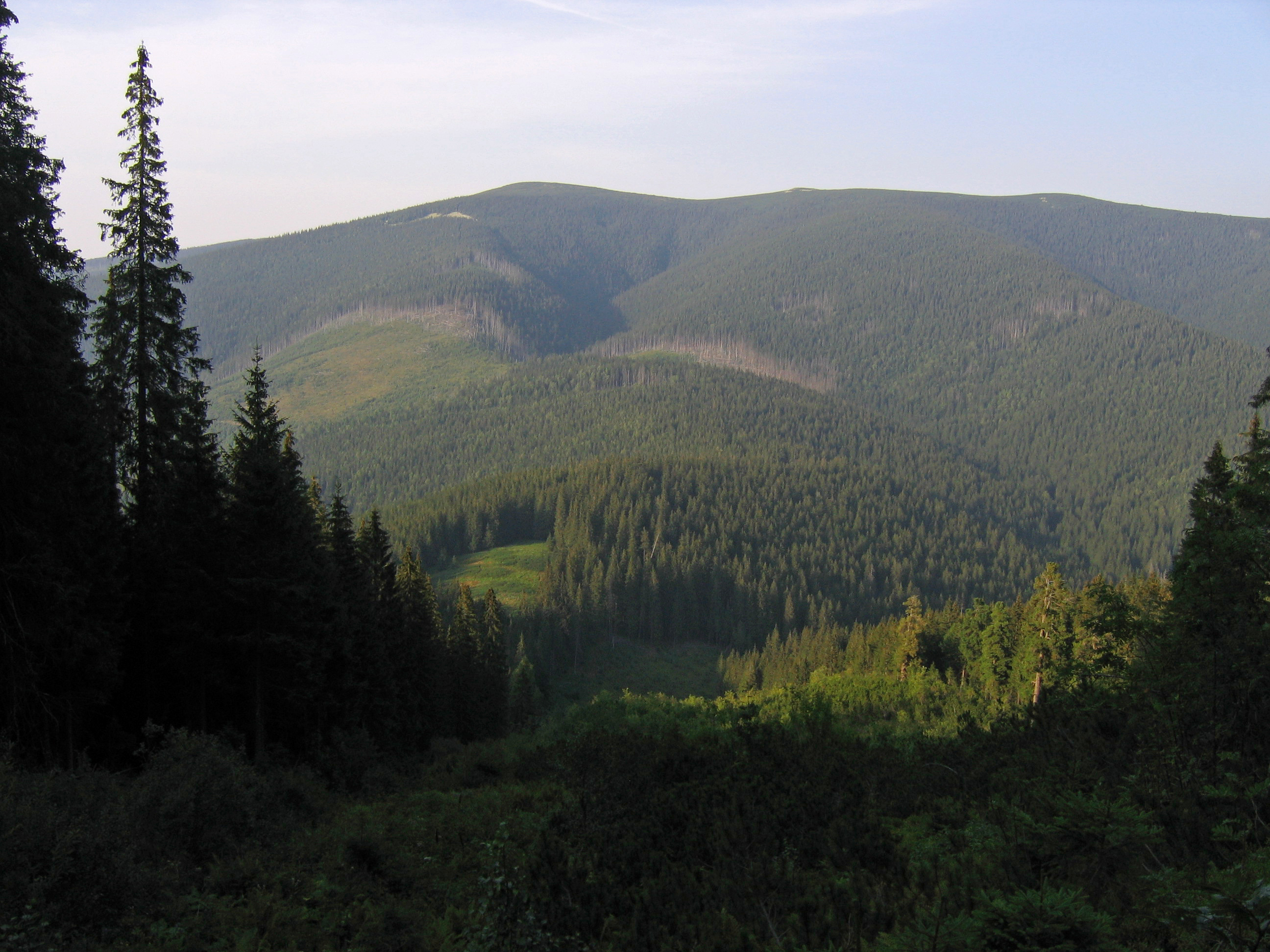
Вид на Горган-Ілемський зі схилів Яйка-Ілемського
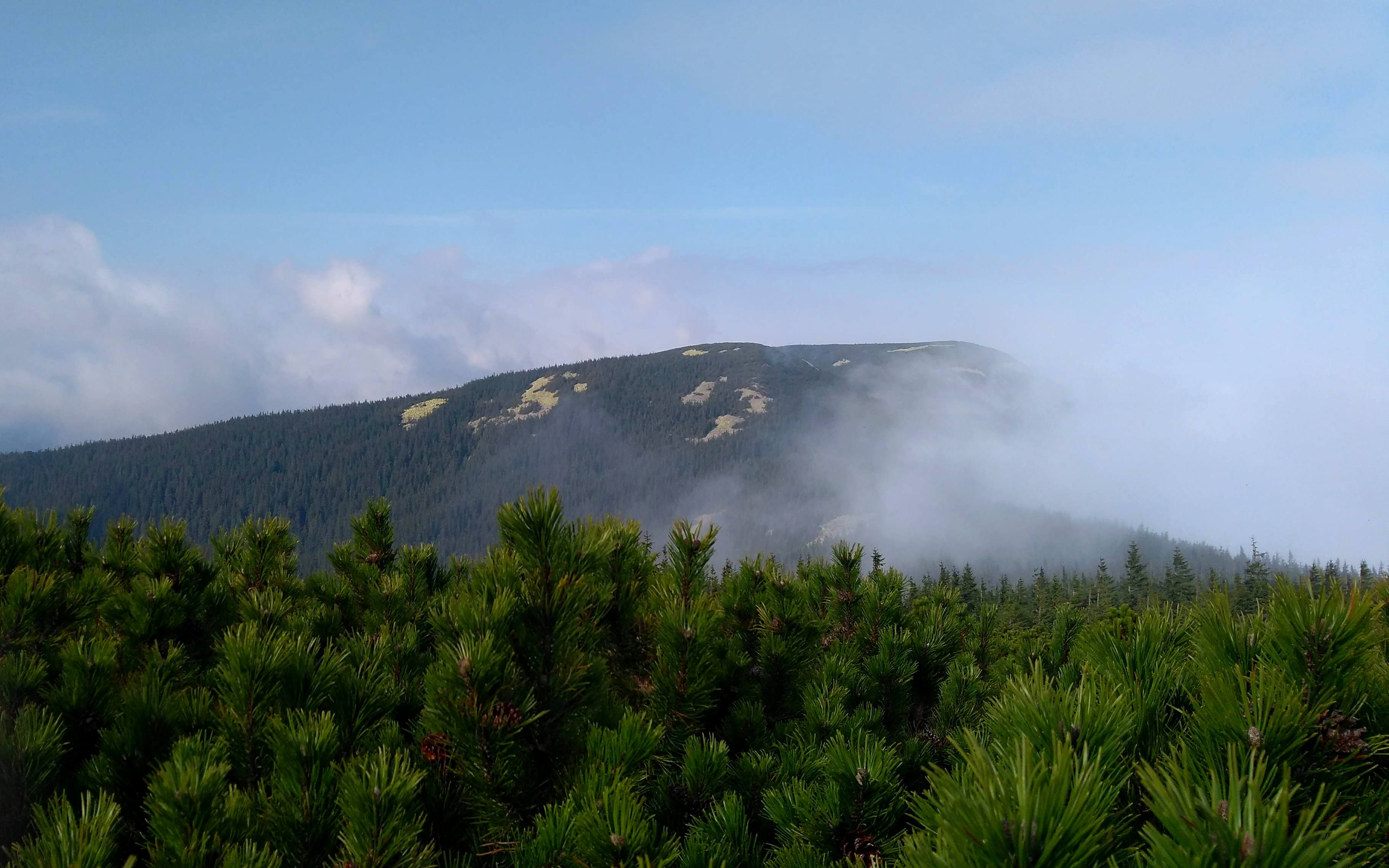
Хребет Аршиця
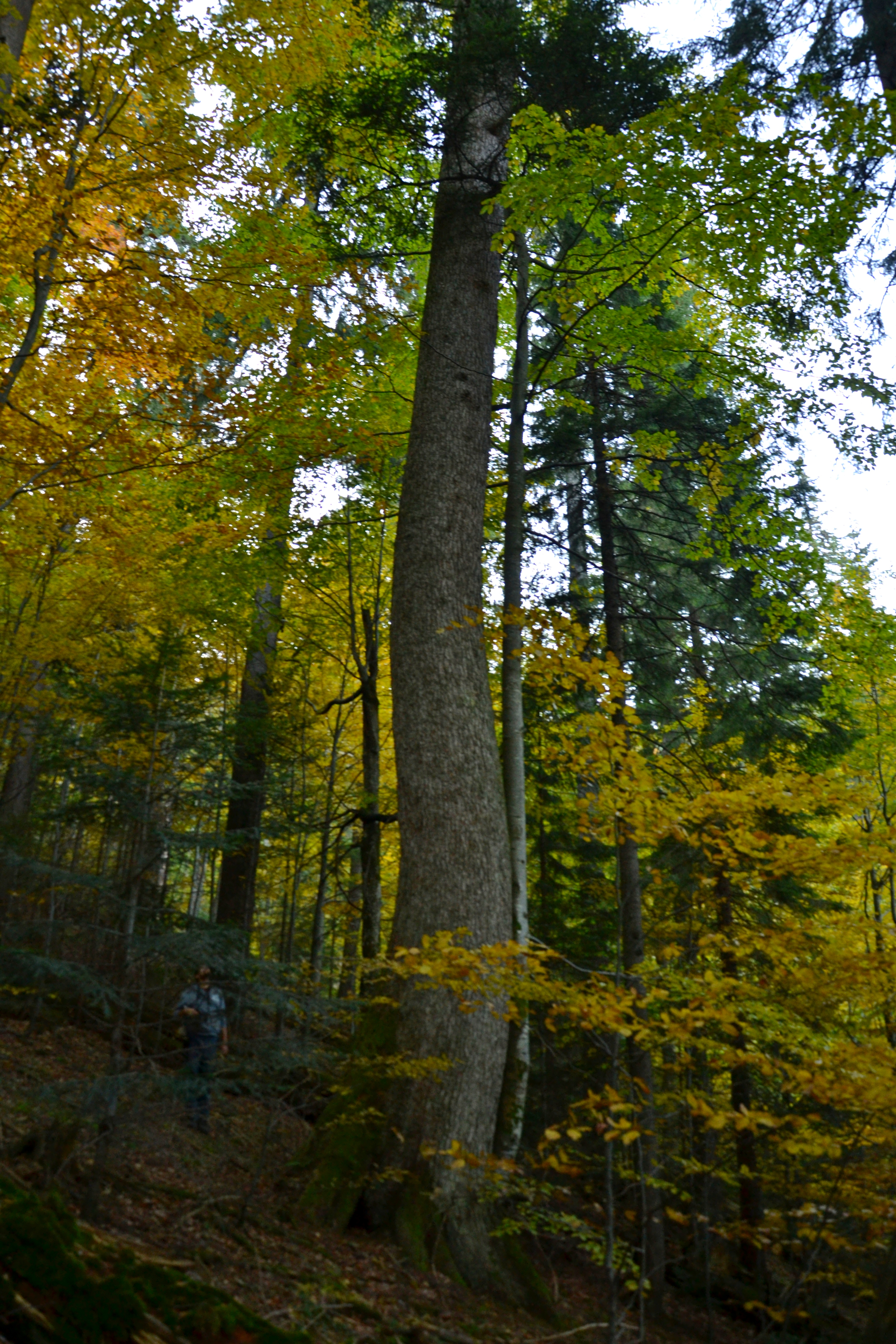
Праліс на схилі хребта
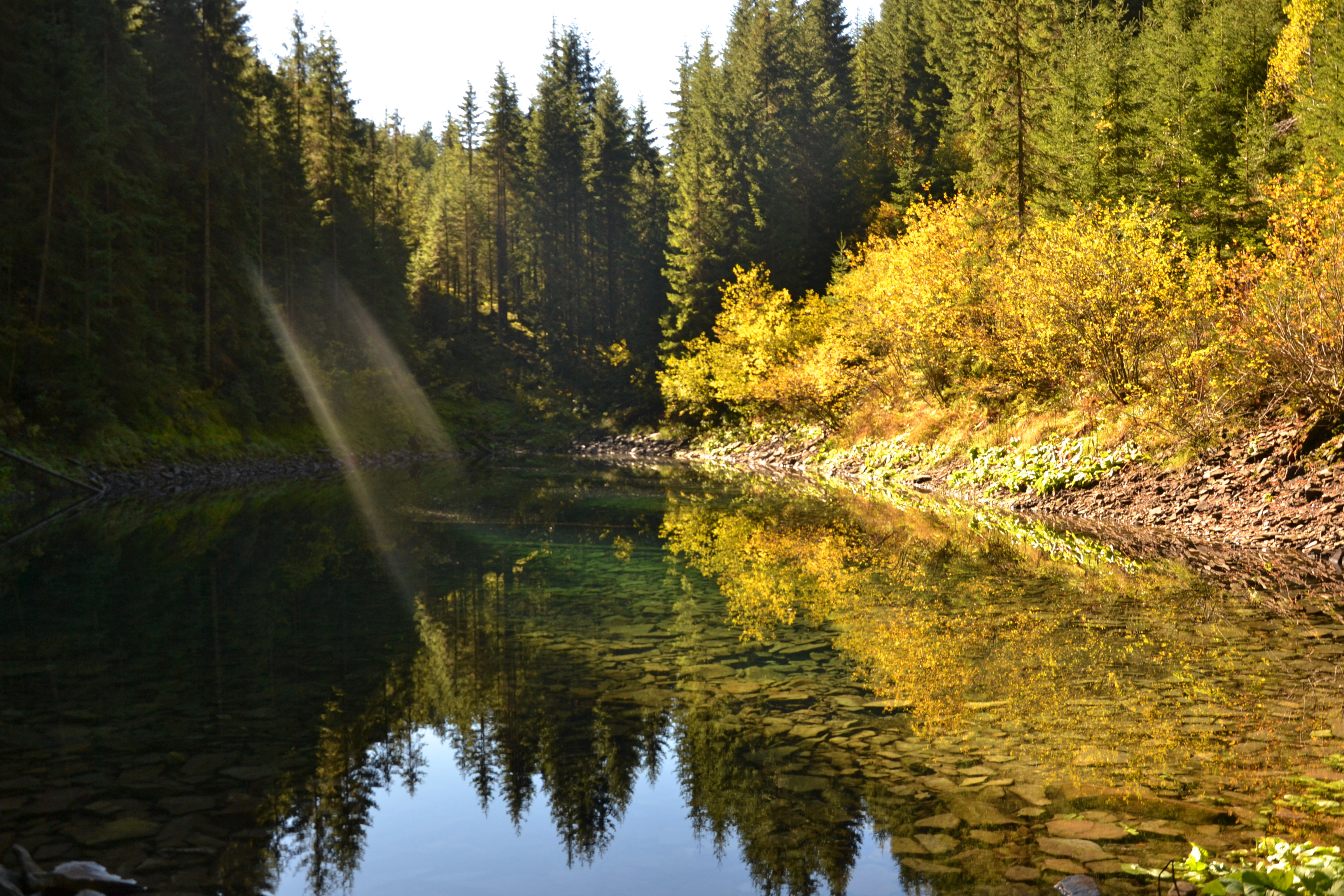
Озеро Росохан на схилі хребта
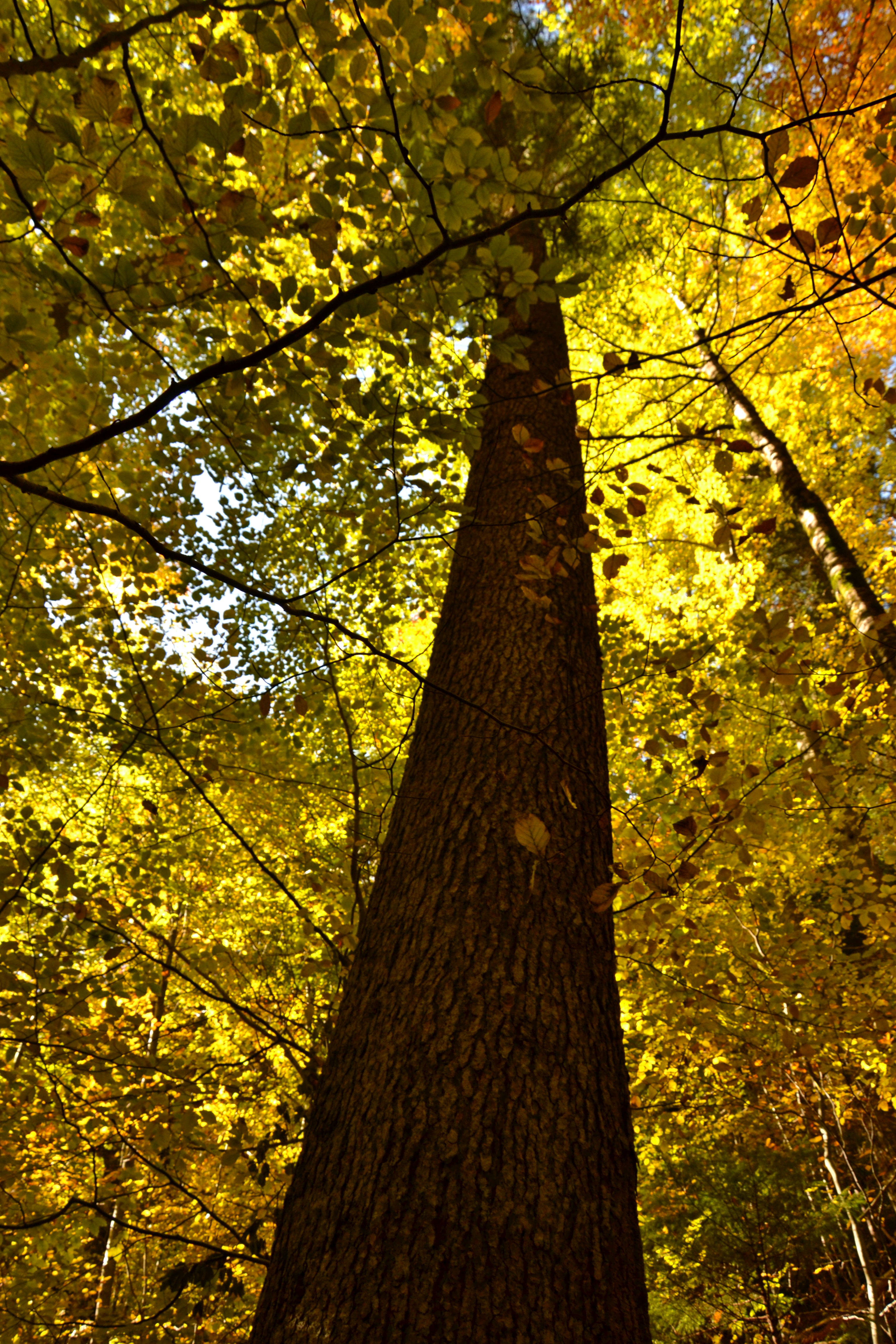
Праліс на схилі хребта